# São Romão (Mealhada)
O São Romão é uma aldeia da freguesia de Mealhada, Município da Mealhada agora integrada na malha urbana da Cidade da Mealhada.

## Património
- Fonte de São Romão (1955)
- Capela de São Romão (1874)